# 岸和田東映劇場
岸和田東映劇場（きしわだとうえいげきじょう）は、かつて存在した日本の映画館である。1935年（昭和10年）1月、山村劇場（やまむらげきじょう）として大阪府岸和田市北町に開館した。第二次世界大戦後はいち早く復興し、多くの日本映画・輸入映画（洋画）を上映した。1957年（昭和32年）には「岸和田東映劇場」と改称、東映の契約封切館となる。1978年（昭和52年）には東映の準直営館になったが、山村劇場に返還されて1982年（昭和57年）に閉館した。同府貝塚市の山村座（のちの貝塚東映）の姉妹館である。

## 沿革
- 1935年1月 - 山村劇場として開館[1][2][3][4]
- 1957年 - 岸和田東映劇場と改称[5]（1960年前後、一時的に山村劇場に戻る[6][7]）
- 1978年 - 東映が準直営化[15][16]
- 1982年 - 閉館[18][19]

## データ
- 所在地 : 大阪府岸和田市北町12番地12号[12][13][14][15][16][17][18]
  - かつての同府同市北町74番地123号[1][2][3][4][6][7]、現在跡地にKKビルひまわりサンハウス

北緯34度27分51秒 東経135度22分18秒 / 北緯34.46417度 東経135.37167度
- 経営 : 
  1. 山村儀三郎 （1950年以前[1][2] - 1954年）
  2. 大岸静 （1954年[3] - 1966年[4][6][7][8][9]）
  3. 山村英二 （1966年 - 1967年[10][11]）
  4. 薩準次郎 （1967年[11] - 1978年[12][13][14][15]）
  5. トーエー商事 （1978年[16] - 1981年[17]）
  6. 山村劇場・辻円暁 （1981年[17] - 1982年[18]）
- 構造 : 木造二階建[1][2][3][4][6][7][12][13][14]
- 観客定員数 : 472名（1950年[1] - 1955年[2][3]） ⇒ 470名（1956年[4] - 1964年[6][7][9]） ⇒ 480名（1966年[10] - 1979年[12][13][14][16]） ⇒ 342名（1982年[18]）

## 概要
1935年（昭和10年）1月、山村劇場として大阪府岸和田市北町74番地123号（現在の同府同市北町12番地12号）に開館した。この開館時期は、戦後の資料である『映画年鑑 1955 別冊 全国映画館総覧』によるものであり、同時代の資料には、常設映画館としての同館についての記述は見当たらない。同館は、大正末期から昭和初期にかけての1920年代に同府泉南郡貝塚町大字近木町1028番地（現在の同府貝塚市近木1028番地）で常設映画館として開館した山村座（のちの貝塚東映）の山村儀三郎（1888年 - 没年不詳）が経営した。同館は、紀州街道が古城川をまたぐ欄干橋周辺の繁華街に位置した。開館当時の同市内の映画館は、欄干橋南側の魚屋町にあった朝日座（旭座とも）、堺町の岸和田館、北町の電気館（のちの岸和田電気館）、下野町の吉野倶楽部、のちに同市に合併する泉南郡春木町の春陽館の5館が存在した。1939年（昭和14年）2月には、本町に岸和田東宝映画劇場が開館している。
同館の創業者である山村儀三郎は、南郡三田村（のちの泉南郡山直下村大字三田、現在の岸和田市三田町）の和田家に生まれ、大阪府第六尋常中学校（のちの大阪府立岸和田中学校、現在の大阪府立岸和田高等学校）を卒業して旧制小学校の教諭を務めていたが、貝塚町の山村家の女婿となり家督を相続、多角的に事業を推進し「篤行の士」として知られ、のちに貝塚市の市議会議員も務めた人物である。1942年（昭和17年）には第二次世界大戦による戦時統制が敷かれ、日本におけるすべての映画が同年2月1日に設立された社団法人映画配給社の配給になり、すべての映画館が紅系・白系の2系統に組み入れられるが、同年発行の『映画年鑑 昭和十七年版』には、同館についての情報が記載されていない。
戦後はいち早く復興しており、1950年（昭和25年）に発行された『映画年鑑 1950』には、同市内の欄に、大映の三番館である岸和田館（堺町1919番地、経営・山口藤次郎）、松竹の二番館である第二電気館（のちの岸和田電気館、北町74番地、経営・岩崎治良）、東宝・大映の二番館である春陽館（春木泉町1560番地、経営・夜明藤一）、洋画系の岸和田セントラル（のちの岸和田東宝セントラル劇場、宮本町125番地、経営・山口藤次郎）、東宝の三番館でありヨーロッパ映画も上映した岸和田東宝劇場（岸和田東宝映画劇場、本町219番地、経営・映宝興行および中平邦顕）、そして同館の6館が記載されている。同書によれば、当時の同館の経営者として河合栄の名が記されており、観客定員数は472名、興行系統は東宝の三番館と洋画である。翌1951年（昭和26年）に発行された『映画年鑑 1951』では、同館の経営は山村儀三郎の個人経営、支配人は薩準次郎、観客定員数は変わらないが、興行系統が戦後新興の映画配給会社である東京映画配給（現在の東映）の二番館である旨、記されている。東京映画配給は、同年4月1日付で東横映画・太泉映画との合併により東映となった。同書には貝塚の山村座も同様に記載されており、こちらの経営者・支配人も同様に山村・薩が兼任している。薩準次郎は、のちに同館の後身である岸和田東映劇場を、のちに山村家から引き継いで経営することになる人物である。1954年（昭和29年）には、同館の経営を山村儀三郎から大岸静が引き継いだが、支配人は引き続き薩準次郎が務めている。
1957年（昭和32年）には岸和田東映劇場と改称、東映の契約封切館となる。同年4月24日には、鍛治屋町の繁華街に岸和田大映（のちの岸和田大劇、経営・同和興行）が開館し、大映二番館として興行を開始している。これによって、同市内の映画館は合計9館の時代を迎える。しかしピークは短く、1961年（昭和36年）には山直劇場（岡山町12番地、経営・西川輝男）が、1962年（昭和37年）には岸和田東宝映画劇場（本町219番地1号、経営・照屋潔）、春陽館（春木泉町1560番地、経営・向井克巳）、吉野倶楽部（下野町517番地、経営・楠原エイ）の4館が閉館し、同市内の映画館は同館を含めてわずか5館に減ってしまった。1964年（昭和39年）には、岸和田大映が同館至近の大北町に移転し、鍛治屋町の元の劇場は日活直営の岸和田日活（のちの岸和田日劇、北町195番地、経営・太陽企業）になり、市内の映画館は合計6館に微増した。
同館同様、山村家が貝塚市内に経営していた山村座は、1963年（昭和38年）には「貝塚東映」と改称、経営者も山村儀三郎から山村英一へと代変わりした。これにより、山村家が経営する映画館は両館とも「東映」を名乗ることになった。しかしながら、その3年後の1966年（昭和41年）には、同館の経営が大岸静から山村英一へと変わり、同年、貝塚東映は閉館している。翌1967年（昭和42年）には、長らく同館の支配人を務めた薩準次郎が、同館の経営を行うことになり、支配人は宗像良演が務めた。
1978年（昭和52年）には、東映の関西支社管轄の興行子会社であるトーエー商事と契約を更改、東映は同館を準直営化した。1981年（昭和57年）には契約期間満了のため、同館はトーエー商事から山村劇場に返還され、辻円暁が代表および支配人となったが、翌1982年（昭和57年）に閉館した。同市内の映画館は、浅原隆三が代表を務める同和商事が経営する3館、岸和田日劇および岸和田スカラ座、岸和田大劇だけになった。
同館の跡地には、Google ストリートビューによれば、2009年（平成21年）7月現在、KKビルひまわりサンハウスが建っている。